# Uffington Castle

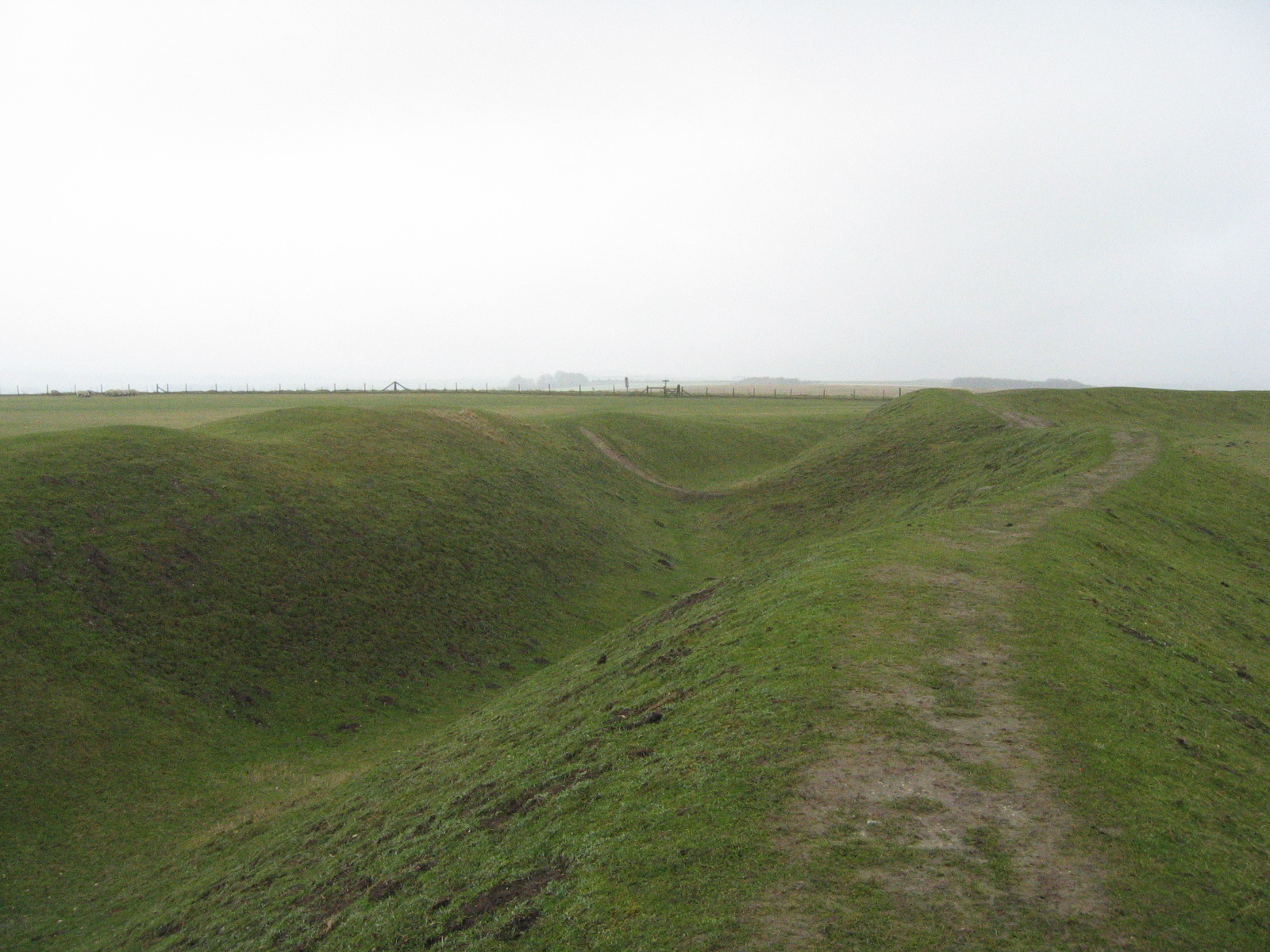
Uffington Castle

Uffington Castle ist eine Wallburg in Oxfordshire. Sie umfasst etwa 3 ha Fläche. Der historische Eingang befindet sich an der Ostseite. Ein weiterer, später verschlossener Eingang lässt sich noch an der Westseite nachweisen.  Von der Anlage aus kann man The Ridgeway überschauen. Etwa dreihundert Meter nordöstlich befindet sich das Uffington White Horse.
Die Anlage wird der frühen Eisenzeit zugeordnet. Funde aus Ausgrabungen lassen auf eine Errichtung im Zeitraum von 800 bis 700 vor unserer Zeitrechnung schließen.
In den 1960er Jahren fand man Knochen von 14 Menschen in Wayland's Smithy in der Nähe. Im Jahre 2007 wurde  eine genauere Datierung möglich. Die Menschen wurden Opfer eines Massakers. Einige wurden durch Pfeile getötet. Den Leichen  zweier Menschen rissen Tiere die Extremitäten aus. Auch blieben sie Aasfressern überlassen. Michael Wysocki (University of Central Lancashire), der mit Kollegen der Cardiff University und von English Heritage die Funde untersucht, datierte sie in die Zeit um 3600 vor unserer Zeitrechnung.